# 5 (ねごとのアルバム)
『5』（ファイブ）は日本のバンド・ねごとの2枚目のフルアルバム。2013年2月6日にKi/oon Musicより発売された。本項では今作のリリースに伴い開催されたツアーの映像作品「spark of FLOWER」についても詳述する。

## 解説
- 「negoto3 project」と題されたねごとの4ヶ月連続リリース企画の最後に発売されたスタジオアルバム。この企画では本作の他にN盤の「nameless」、G盤の「greatwall」、T盤の「たしかなうた」のシングル3部作がリリースされた。

- 本作には5枚の2012年から2013年にかけて発売された5枚のシングルの表題曲をはじめ、ライブではすでに何度も演奏されている「街」や「flower」などの楽曲が新たに収録されている。

- 通常盤の他に完全生産限定盤の2形態で発売された。完全生産限定盤にはボーナストラックとしてシングル3部作のインストゥルメンタルが収録された他、スペシャルパッケージ仕様となっている。

- アルバムのタイトル「5」には、メンバー4人だけでは作れなかった音楽であり、4人のメンバーに聞いてくれる人の1を足して「5」という意味が込められている[1]。また、多くの編曲を江口亮が担当した。

## 収録曲
全作詞・作曲：ねごと（M13を除く）
1. greatwall
  - サウンドプロデュース&編曲：江口亮（Stereo Fabrication of Youth）
  - 5thシングル。
2. トレモロ
  - サウンドプロデュース&編曲：江口亮（Stereo Fabrication of Youth）
3. sharp ♯
  - サウンドプロデュース：河野圭
  - 2ndシングル。
  - MBS・TBS系アニメ「機動戦士ガンダムAGE」第2部・アセム編オープニングテーマ。（第16話 - 第28話）
4. nameless
  - サウンドプロデュース&編曲：江口亮（Stereo Fabrication of Youth）
  - 4thシングル。
5. たしかなうた
  - サウンドプロデュース&編曲：江口亮（Stereo Fabrication of Youth）
  - 6thシングル。
  - フジテレビ系「ウチくる!?」2012年12月度・2013年1月度エンディングテーマ。
6. 街
  - サウンドプロデュース&編曲：江口亮（Stereo Fabrication of Youth）
7. 潜在証明
8. メイドミー…
9. Re:myend!
  - サウンドプロデュース：河野圭
  - 3rdシングル両A面楽曲。
  - 映画「放課後ミッドナイターズ」主題歌。
10. そして、夜明け
11. Lightdentity
  - サウンドプロデュース：河野圭
  - 3rdシングル両A面楽曲。
  - リクルート「ナースフル」TVCMソング。
12. flower
13. SEED with groove
  - プログラミング：沙田瑞紀
  - インストゥルメンタル曲。

　
上記に加え完全生産限定盤には下記の楽曲が追加収録されている。
14. nameless -instrumental-
15. greatwall -instrumental-
16. たしかなうた -instrumental-

## spark of FLOWER
『spark of FLOWER』（スパーク オブ フラワー）は、ねごとの1枚目のライブ映像作品。

### 解説
- 2ndアルバム『5』を提げ開催された「お口ポカーン!! 東名阪ワンマンツアー ～spark of FLOWER～」より2013年5月11日にZepp Tokyoで行われたファイナル公演の模様を映像化したもの。
- 完全生産限定盤と通常盤の2形態でのリリースとなり、完全生産限定盤は2011年10月8日に赤坂BLITZで行われた「お口ポカーンフェス?! ～ex it!抜け殻ツアー～」、2012年5月12日にSHIBUYA-AXで行われた「お口ポカーン!! ワンマンツアー 〜フラットな気分でもいいよ〜」、12月16日にTOKYO DOME CITY HALLで行われた「お口ポカーン!! 東名阪ワンマンツアー 〜SEED with groove〜」の3公演から抜粋した特典ディスク、オリジナルグッズ“FLOWER baku”バンダナが付属した“baku”の“bag”型スペシャルパッケージ仕様となった[3]。

### 収録曲

#### DISC 1
- 2013年5月11日 Zepp Tokyo「お口ポカーン!! 東名阪ワンマンツアー 〜spark of FLOWER〜」

1. 潜在証明
2. Re:myend！
3. メルシールー
4. flower
5. メイドミー…
6. 街
7. トレモロ
8. week...end
9. たしかなうた
10. greatwall
11. nameless
12. ループ
13. カロン
14. sharp ♯

#### DISC 2
- 2011年10月8日 赤坂BLITZ「お口ポカーンフェス?! 〜ex it! 抜け殻ツアー〜」

1. サイダーの海
2. ワンダーワールド
3. メルシールー

- 2012年5月12日 SHIBUYA-AX「お口ポカーン!! ワンマンツアー 〜フラットな気分でもいいよ〜」

1. ループ
2. 季節
3. うずまき
4. ふわりのこと
5. sharp ♯

- 2012年12月16日 TOKYO DOME CITY HALL「お口ポカーン!! 東名阪ワンマンツアー 〜SEED with groove〜」

1. greatwall
2. Lightdentity
3. NO
4. たしかなうた